# Wald im Pinzgau
Wald im Pinzgau é um município da Áustria, situado no distrito de Zell am See, no estado de Salzburgo. Tem 69,28 km² de área e sua população em 2019 foi estimada em 1.127 habitantes.